# آکادمی بریتانیا
آکادمی بریتانیایی یا آکادمی بریتانیا یا فرهنگستان بریتانیا (انگلیسی: British Academy) آکادمی ملی بریتانیا برای علوم انسانی و علوم اجتماعی است. این آکادمی در ۱۹۰۲ در لندن تأسیس شده و مجوز سلطنتی‌اش را در همان سال دریافت کرده‌است. این آکادمی اکنون بیش از ۹۰۰ عضو دارد که همهٔ تحقیقات پیرامون علوم انسانی و علوم اجتماعی را هدایت و رهبری می‌کنند. آکادمی به‌صورت خودمختار اداره می‌شود.